# Alfred Comte
 (février 2019).
Si vous disposez d'ouvrages ou d'articles de référence ou si vous connaissez des sites web de qualité traitant du thème abordé ici, merci de compléter l'article en donnant les références utiles à sa vérifiabilité et en les liant à la section « Notes et références ».
Alfred Comte (né le 4 juin 1895 à Delémont, mort le 1er novembre 1965 à Zurich) a été un pionnier de l’aviation suisse.

## Biographie
En 1913, Alfred Comte se rend à Paris. Il obtient son brevet d’aviation sur un appareil Morane, à Villacoublay. La Grande Guerre rappelle l’aviateur en Suisse. Incorporé dans l’infanterie, il deviendra à 19 ans le plus jeune pilote militaire du pays et effectuera de nombreux vols d’observation, avant de devenir instructeur à l'école de pilotage de Dübendorf. En 1919, sur l'Allmend de Zurich, sa démonstration déchaîne l'enthousiasme de la foule, évaluée à près de cent mille personnes. Elle rompt les barrages de sécurité et se précipite sur l'aire d'atterrissage au moment où le « Condor-Parasol » rouge se pose sur le sol. Le 15 avril 1919, il fonde la première compagnie aérienne suisse avec Walter Mittelholzer : l’« Aéro Comte & Mittelholzer & Co », spécialisée dans les prises du vue et le transport de passagers. Après diverses fusions, elle deviendra « Ad Astra Aéro ». En 1922, Alfred Comte crée une nouvelle entreprise de transport aérien et de construction d’avions. Il organise des vols de passagers en hydravion, se pose sur tous les lacs suisses et, en 1924, crée la ligne directe Zurich – Lucerne – Interlaken. En 1925 Alfred Comte construit ses premiers avions sportifs et militaires. Il met d'abord au point l'« AC-1 », un chasseur monoplace armé qui, en 1927, monte à 10 500 m. En douze ans, 46 appareils civils et militaires sont sortis de l’usine d’Oberrieden qui fermera ses portes en 1935, après des difficultés financières. Durant le deuxième conflit mondial, Alfred Comte devient officier technique à Dübendorf. Il dirige ensuite une école de pilotage à Spreitenbach jusqu’en 1949. Il termine sa carrière professionnelle dans la compagnie d’électricité de la ville de Zurich.
Le musée suisse des transports, à Lucerne, possède plusieurs modèles d'avions construits dans les ateliers d'Alfred Comte, dont un AC-4 de 1928. Le prototype de cet appareil avait volé jusqu'en Inde. L'AC-4, modifié en 1931, a servi jusqu'en 1962 pour le transport du courrier. Alfred Comte a effectué son dernier vol lors du dernier trajet de l'AC-4 entre Lausanne et Buochs en 1962.
Le musée jurassien d'art et d'histoire, à Delémont, dispose de nombreuses cartes postales montrant Alfred Comte et d'autres pionniers de l'aviation posant devant leurs appareils.